# کریستینا برکنرود
کریستینا برکنرود (انگلیسی: Christina Burkenroad؛ زادهٔ ۱۲ ژوئیهٔ ۱۹۹۳) بازیکن فوتبال اهل ایالات متحده آمریکا است.
از باشگاه‌هایی که در آن بازی کرده‌است می‌توان به باشگاه فوتبال اورلندو پراید اشاره کرد.